# Gonna Get Over You
"Gonna Get Over You" là bài hát được viết và thu âm bởi nữ ca sĩ kiêm sáng tác người Mỹ Sara Bareilles. Bài hát được phát hành dưới dạng đĩa đơn thứ 3 và là đĩa đơn cuối cùng trích từ album phòng thu Kaleidoscope Heart (2010). Vào ngày 20 tháng 9, một phiên bản mới cùng nam nghệ sĩ Ryan Tedder được phát hành độc quyền trên hệ thống iTunes. Về ca từ, bài hát nói về sự phục hồi sau một tình yêu tan vỡ và mang giai điệu "pop doo-wop".
Bài hát nhận được nhiều đánh giá tích cực từ giới chuyên môn, khi gọi đây là một trong những điểm nhấn của album và là một "bài hát hậu chia tay mang tính cân đối". Video âm nhạc cho bài hát này được phát hành vào ngày 20 tháng 9 và do diễn viên Jonah Hill đạo diễn.

## Bối cảnh sản xuất và tiếp nhận
"Gonna Get Over You" được chắp bút bởi chính Bareilles và Sam Farrar, người chơi guitar bass trong nhóm nhạc rock Phantom Planet. Bareilles thu âm một phiên bản mới cùng nam nghệ sĩ Ryan Tedder từ nhóm nhạc OneRepublic. Phiên bản mới này được phát hành dưới dạng đĩa đơn vào ngày 20 tháng 9 năm 2011 trên iTunes.
Bài hát này nhận được nhiều đánh giá tích cực từ phía chuyên môn. Jon Pareles viết trên The New York Times rằng "bài hát ballad hậu chia tay" này chính là "sự biến đổi tân thời của dòng nhạc doo-wop" Jim Farber từ New York Daily News cho rằng bài hát "mang nhịp điệu hành khúc, khiến một bài hát buồn lại mang một không khí vui tuơi đến thế." Will Hermes từ Rolling Stone xem đây như là một trong những bài hát xuất sắc nhất trong album, khi viết rằng đây là "một bài hát doo-wop pop khôi hài và quyến rũ." Allison Stewart từ Washington Post gọi nó là một "bài hát pop vui nhộn và ngập tràn hòa âm."

## Video âm nhạc
Video âm nhạc cho bài hát này được phát hành vào ngày 20 tháng 9 năm 2011 do Jonah Hill đạo diễn. Trong video, Sara lái xe đến một siêu thị trong một chiếc áo khoác và nhún nhảy cùng nhiều người trong đó.

## Xếp hạng
Bài hát mở đầu tại vị trí thứ 39 trên Billboard's Adult Pop Songs, và sau cùng đạt đến vị trí thứ 35.

## Trình diễn trực tiếp
Sara trình diễn bài hát này trên Walmart Souncheck vào ngày 12 tháng 9 năm 2010. Cô cũng trình diễn bài hát này kết hợp cùng bài hát nổi tiếng của Cee Lo Green, "Fuck You" trên VEVO ở The Warfield, San Francisco vào ngày 17 tháng 2 năm 2011.

## Trên các bảng xếp hạng
| Các bảng xếp hạng (2011-12)              | Thứ hạng cao nhất |
| ---------------------------------------- | ----------------- |
| South Korea International Singles (Gaon) | 181               |
| Hoa Kỳ Adult Pop Airplay (Billboard)     | 27                |